# TAZARA
De TAZARA (afkorting voor Tanzania-Zambia Railway) is een spoorlijn tussen Kapiri Mposhi in Zambia en Dar es Salaam in Tanzania. In Kapiri Mposhi sluit de spoorlijn aan op de spoorlijn Lusaka–Kitwe. 
De overeenkomsten over de bouw van deze spoorweg werden eind 1967 getekend in de Chinese Volksrepublieke hoofdstad Beijing. De TAZARA werd geopend in 1976 als exportroute voor Zambiaans kopererts. De aanleg werd om politieke redenen gefinancierd door de Volksrepubliek China; de spoorlijn werd aangelegd omdat de exportroutes tot dan toe via Rhodesië en Zuid-Afrika liepen. Zowel Rhodesië als Zuid-Afrika hadden destijds een blank minderheidsbewind, waar Zambia een tegenstander van was. De financiering door communistisch China paste in het wereldbeeld van dictator Mao Zedong om alle arme landen te vrijwaren van imperialisme en elkaar als onderontwikkelde landen te helpen. De bouw van de spoorlijn zorgde ook voor dat steeds meer Afrikaanse landen de Volksrepubliek China zagen als een goede vriend. Hierdoor werd begin jaren 70 een resolutie in de Verenigde Naties aangenomen waardoor Republiek China haar zetel in de Veiligheidsraad moest opgeven ten bate van de Volksrepubliek. Bij de stemming was een meerderheid doordat hierbij veel meer Afrikaanse landen voor de resolutie stemden.

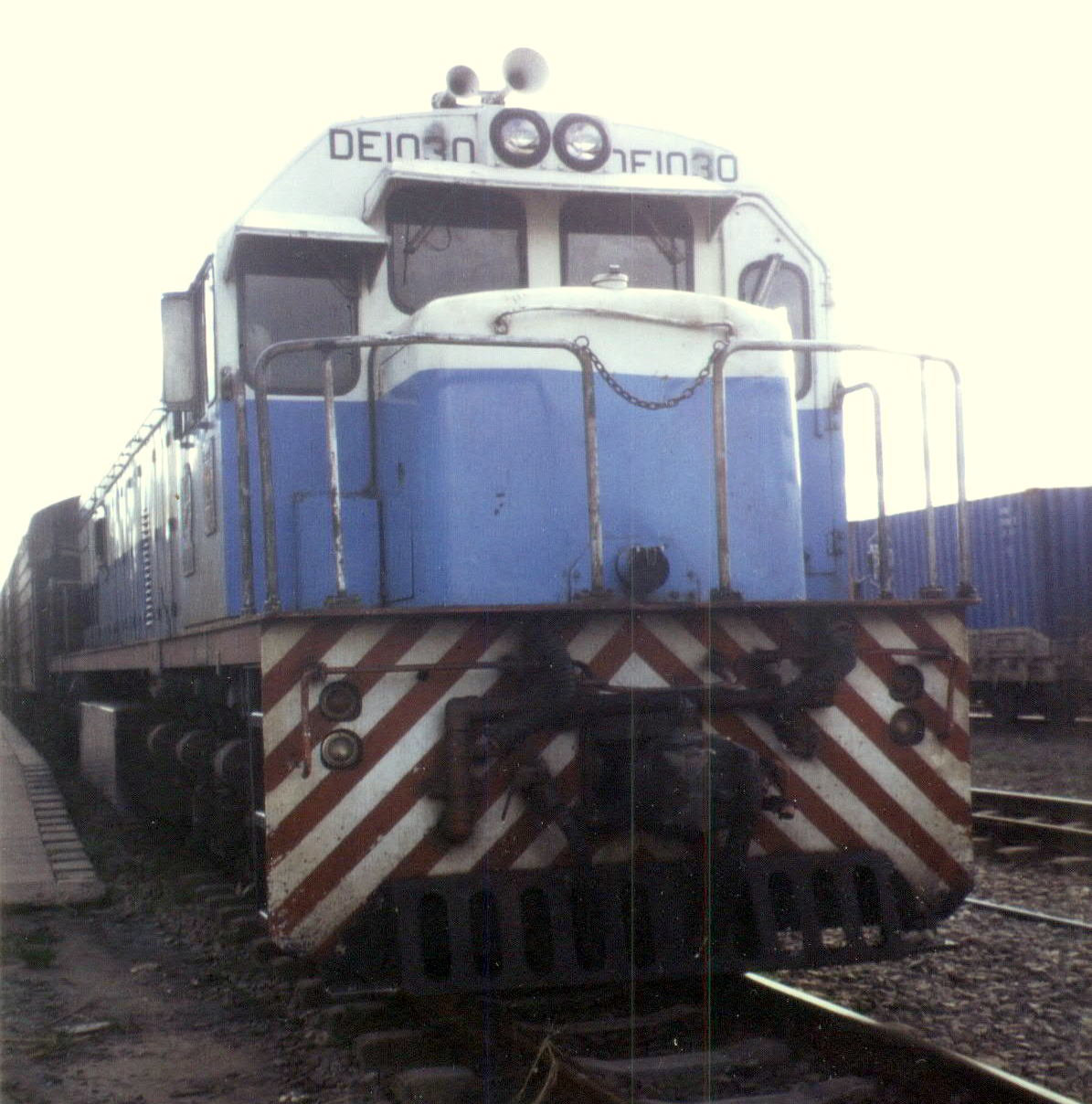
GE U30C materieel van de TAZARA, mei 1999

De TAZARA is 1860 km lang en is uitgevoerd met een spoorbreedte van 1067 mm (het zogenaamde Kaapspoor). Deze spoorbreedte wordt gebruikt in Zambia, Zimbabwe, Botswana, Namibië en Zuid-Afrika, maar niet in Tanzania. Tanzania gebruikt meterspoor. Op twee plaatsen in Tanzania kunnen goederen overgeladen worden van het Kaapspoor naar het meterspoor: in Dar-Es-Salaam en in Kidatu. De TAZARA is voor Afrikaanse begrippen betrouwbaar, hoewel het traject in de regentijd regelmatig door aardverschuivingen geblokkeerd raakt.
De TAZARA wordt niet intensief gebruikt: de Zuid-Afrikaanse havens zijn efficiënter dan Dar-es-Salaam. Naast het goederenvervoer rijdt er tweemaal per week een reizigerstrein.